# Stockholms Centrala Omnibus

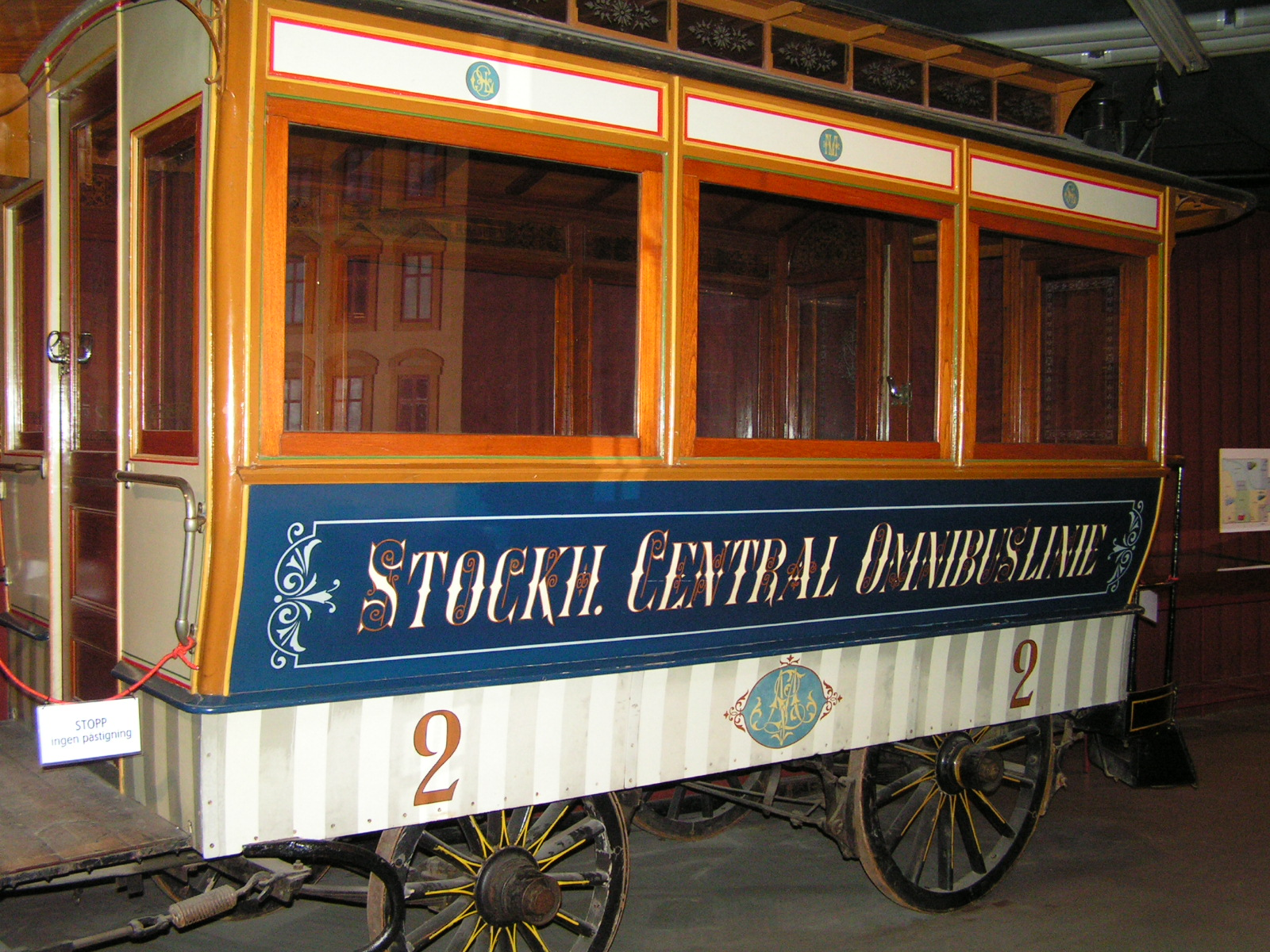
Bevarad hästbuss på Spårvägsmuseet

Stockholms Centrala Omnibus AB (SCO) startade sin verksamhet år 1923 med att inrätta ett antal busslinjer i Stockholms innerstad. 1926 öppnades även en linje i Söderort.
Redan år 1925 gick AB Stockholms Spårvägar (SS) in som aktieägare i bolaget. 1926 fick busslinjerna linjenummer i spårvägsbolagets nummerserie. 1929 integrerades verksamheten helt med SS varefter SCO kunde upphöra.